# 渡辺勝治

渡辺 勝治（わたなべ かつじ、1940年（昭和15年）3月11日 - 2021年（令和3年）2月7日）は、日本のボクサー。

## 経歴・人物
福島県福島市出身。中央大学在学中に、1960年ローマオリンピックに男子ライトウェルター級で出場し、2回戦敗退した 。  